# コロアネ島
座標: 北緯22度07分27秒 東経113度34分01秒 / 北緯22.12417度 東経113.56694度

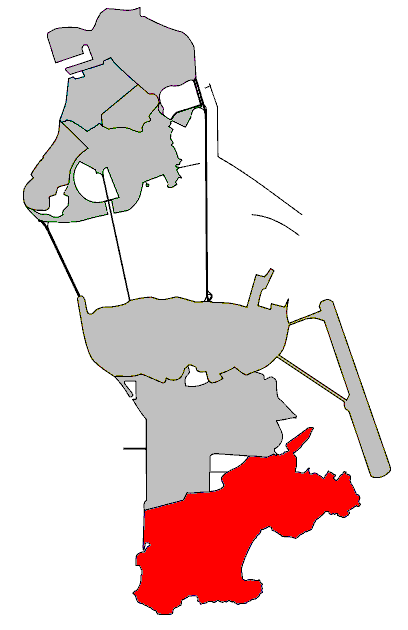

路環島（コロアネとう/ろかんとう）は、マカオの地域名称であり、堂区は聖方済各堂区（Freguesia de São Francisco Xavier　聖フランシスコ・ザビエル堂区）を構成している。広東省珠海市の横琴島の東に位置し、かつては独立した島嶼であったが、1990年代に北に存するタイパ島との間が埋め立てられ、埋め立て地コタイ地区を挟んで両島が一体化した。
コロアネ島は広東語で九澳山、鹽灶湾、および過路環として知られている。ポルトガル語の "Coloane" は広東語による過路環の発音 Gwo Lou Waan からきたと考えられている。

## 地理
コロアネ島は、8.07k㎡の面積があり、かつては、マカオ半島から 5.6km離れた島嶼であり、2.2kmの土手道、路氹連貫公路 (Estrada do Istmo) によってタイパ島と接続されていた。しかしながら、埋立地により2つの島は物理的に繋げられ、コタイと呼ばれるニュータウンがタイパ島とコロアネ島の間に造られた。
マカオの最高点はコロアネ島中東部の、171mの畳石塘山 (Alto de Coloane) である。東の黒沙海灘 (Baía de Hác Sá)と南の竹湾 (Baía de Cheoc Van) はポピュラーな海水浴場である。黒沙海灘には香港とマカオからの地元の旅行者の中で有名な "Fernandos" というポルトガル料理レストランがある。

## 歴史
1864年のポルトガルの占領まで、コロアネ島は宋の時代から中国へ送る海塩の塩田だった。ポルトガルの占領後もコロアネ島は荒地で住民も僅少であったため、ポルトガルの実効支配が及ばず、1910年まで海賊の巣窟であった。1910年にポルトガル海軍は海賊を討伐し、名実ともにポルトガルの統治が及ぶようになった。路氹連貫公路ができた1969年以降、島の居住者はさらに増えた。

## 観光
- 譚公廟
- 天后古廟
- 媽祖像
- 九澳七苦聖母小堂
- 聖方済各聖堂（聖フランシスコ・ザビエル教会）
- 土地曁自然博物館
- 十月初五馬路

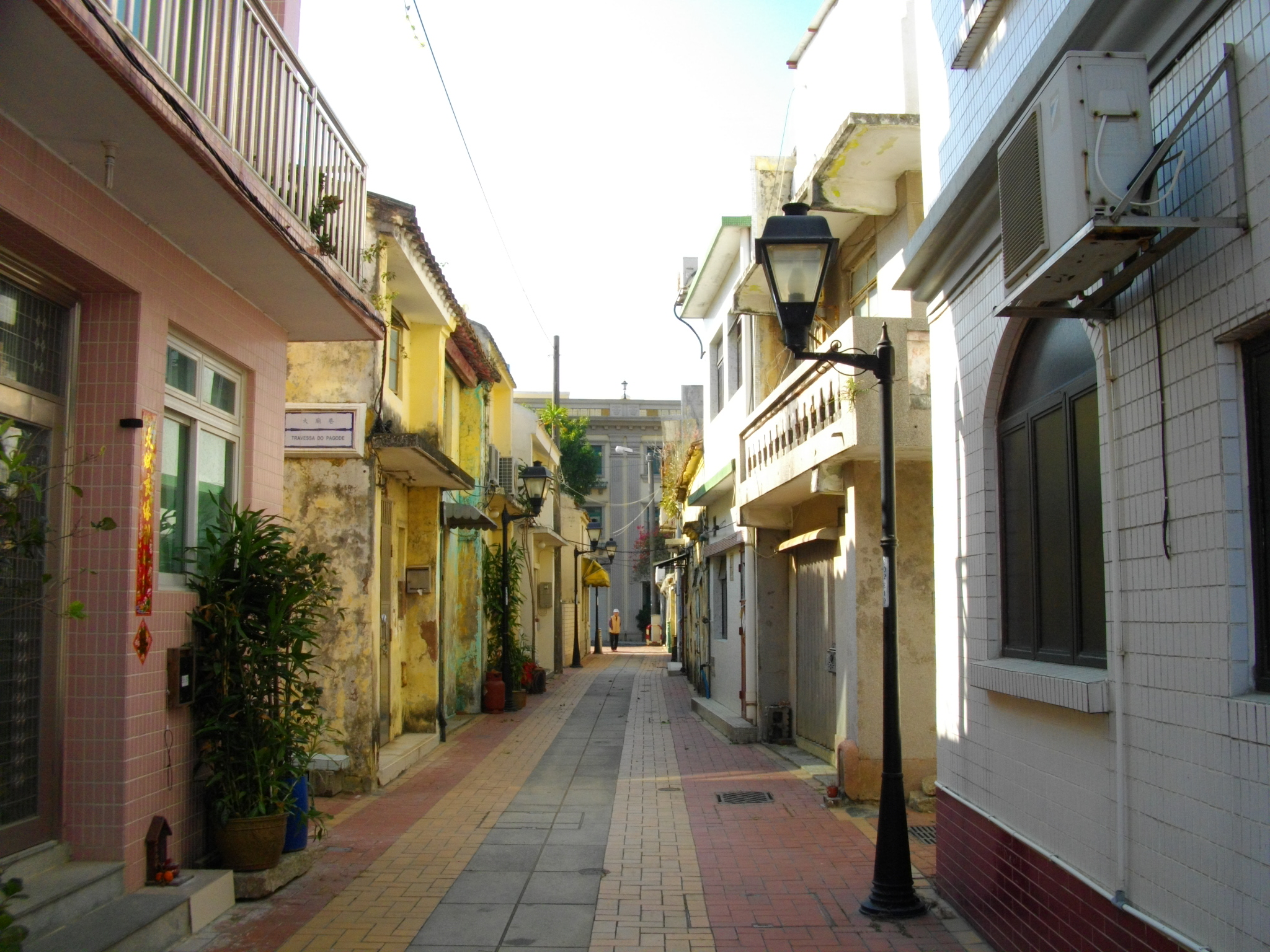
街並み
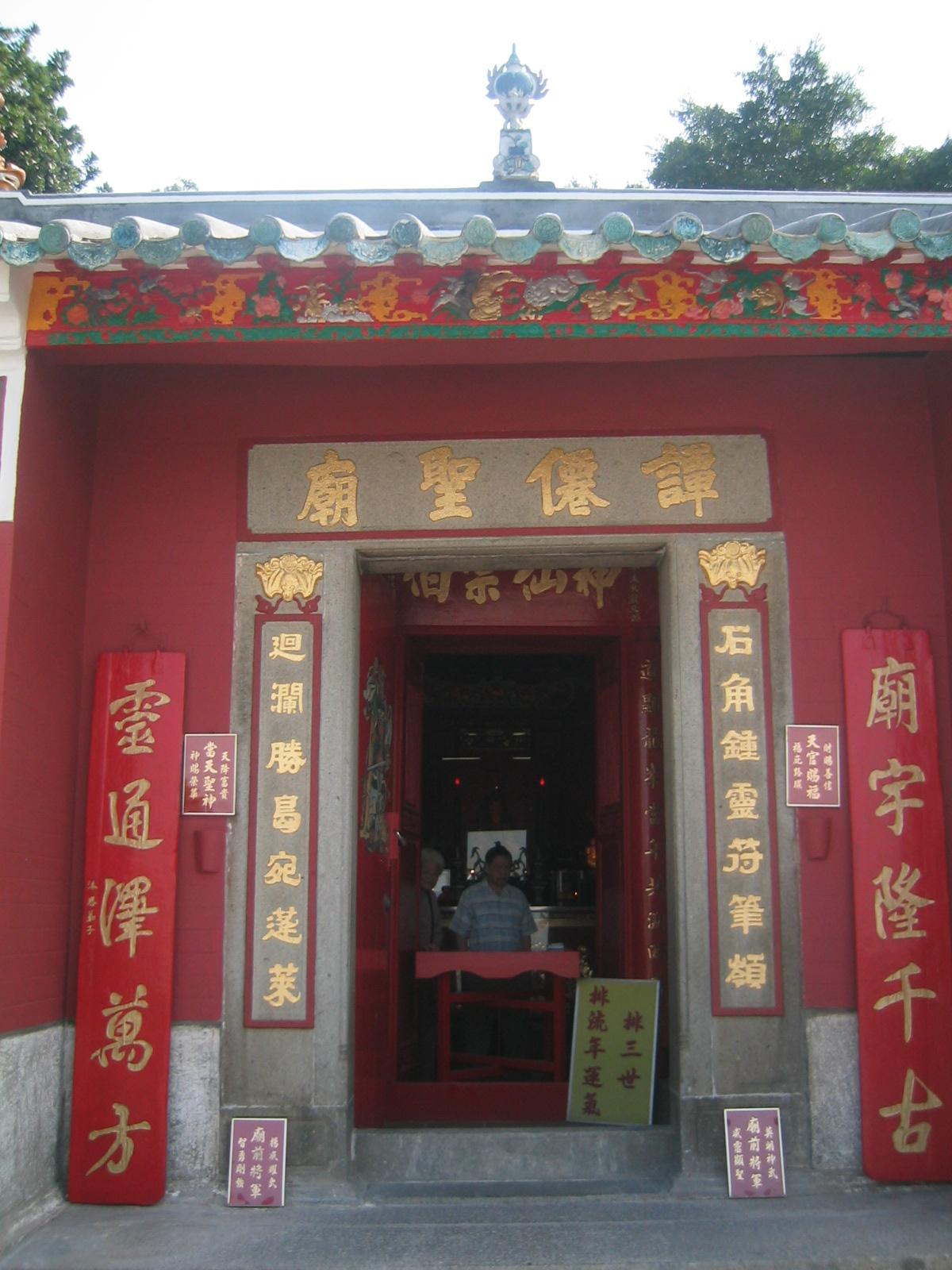
譚公廟
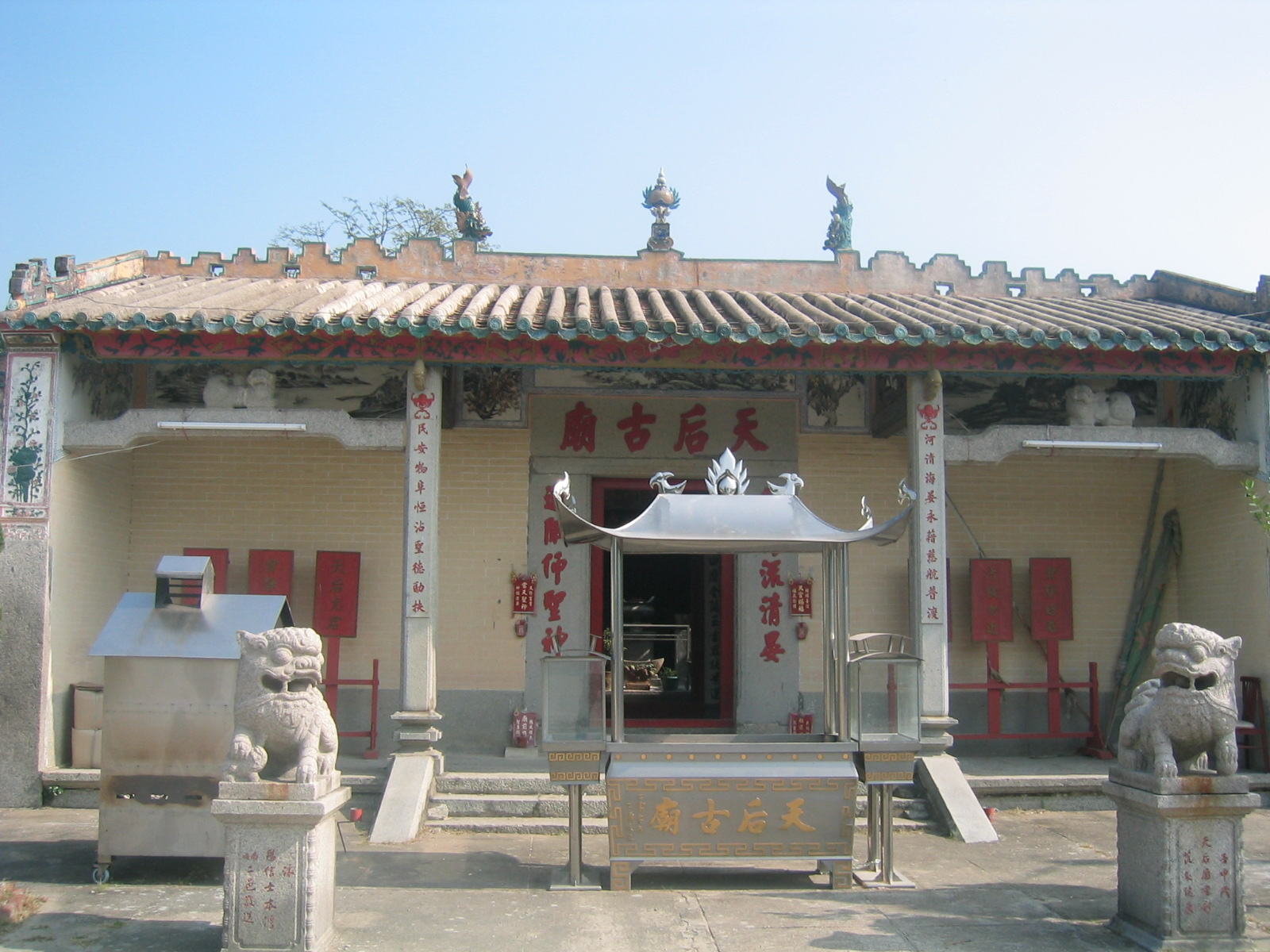
天后古廟
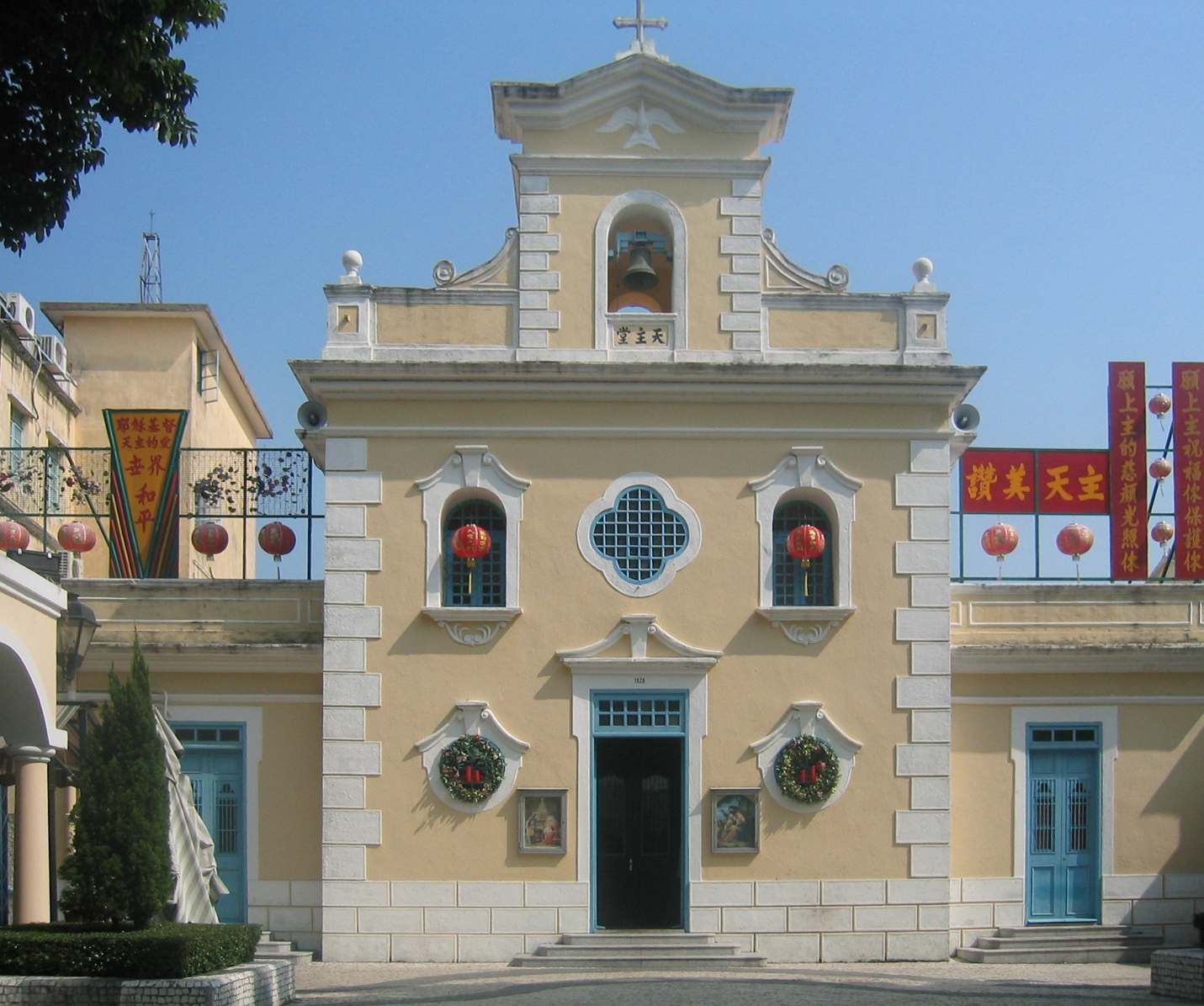
聖方済各聖堂（聖フランシスコ・ザビエル教会）
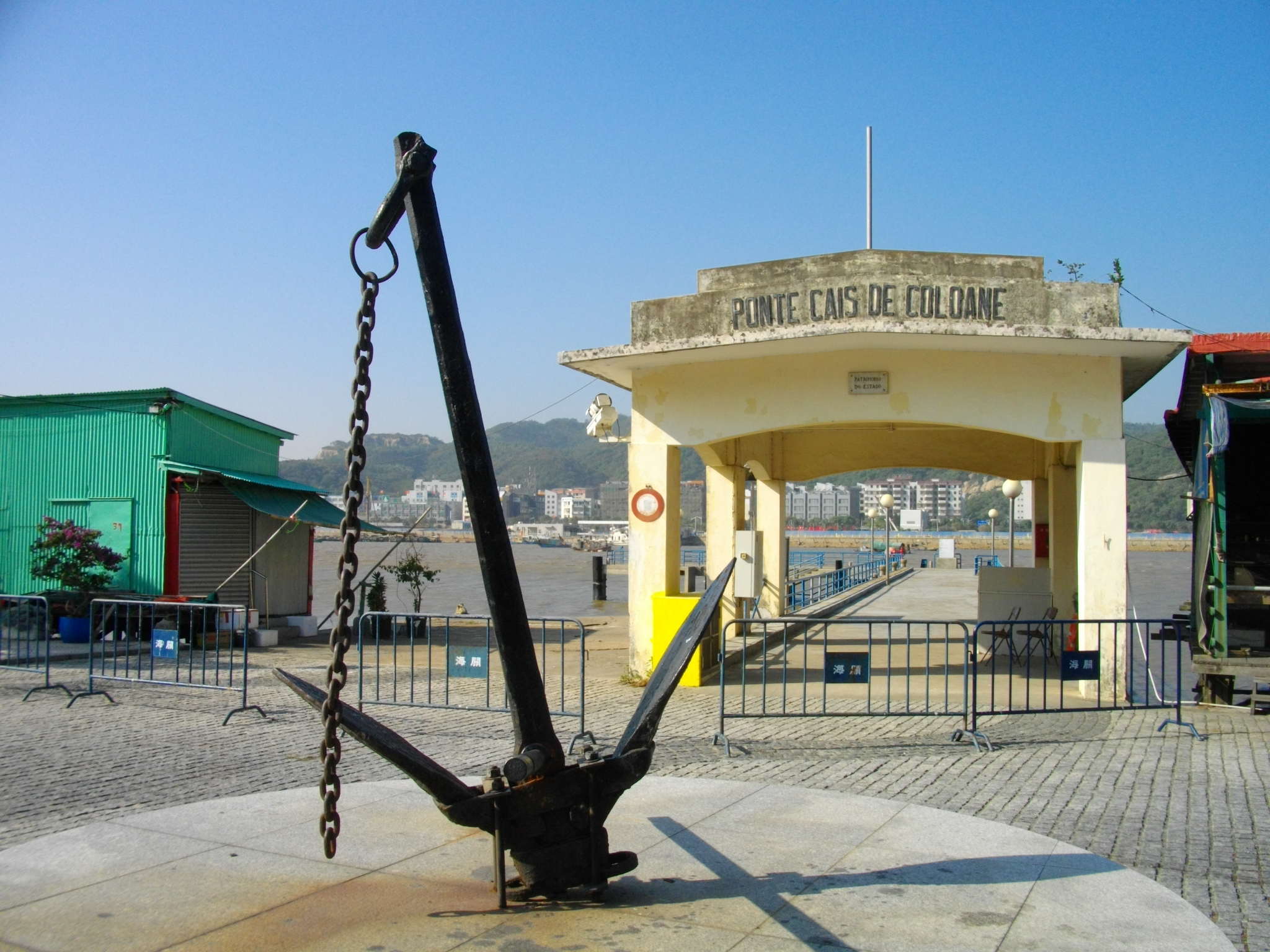
埠頭